# Beyblade Burst
Autre
Beyblade Burst (ベイブレードバースト, Beiburēdo bāsuto) est une série télévisée d'animation japonaise créée par Hiro Morita, basée sur la franchise Beyblade et diffusée à partir de 2016 sur TX Network au Japon.
C'est la troisième saga de la franchise, faisant suite à la saga Beyblade: Metal. La première saison de 51 épisodes est diffusée du 4 avril 2016 au 27 mars 2017. La deuxième saison de 51 épisodes, Beyblade Burst Evolution, est diffusée du 3 avril 2017 au 25 mars 2018. La troisième saison, Beyblade Burst Turbo, est diffusée du 2 avril 2018 au 25 mars 2019. La quatrième saison, Beyblade Burst Rise, est diffusée du 5 avril 2019 au 27 mars 2020. La cinquième saison, Beyblade Burst Surge (ou Beyblade Burst Sparking), est diffusée du 3 avril 2020 au 19 mars 2021. La sixième saison, Beyblade Burst QuadDrive, est diffusée du 2 avril 2021 au 18 mars 2022. La septième saison réalisé pour le marché occidental, Beyblade Burst QuadStrike, est diffusée à partir d'avril 2023.
En France, la série est diffusée pour la toute première fois en 2016 sur Canal J et depuis 2017 sur Gulli. Au États-Unis, la série est diffusée sur Disney XD. Au Canada, la série est diffusée en français sur Télétoon et en anglais sur Teletoon et Disney XD.
Un manga dessiné par Hiro Morita est publié entre juillet 2015 et décembre 2021 dans le magazine CoroCoro Comic de Shogakukan, et depuis septembre 2017 en version française par Kazé. Trois jeux vidéo sont également sortis sur Nintendo 3DS ou Nintendo Switch.
La quatrième saga de la franchise, intitulée Beyblade X, lui succède en 2023.

## Synopsis

### Beyblade Burst
Valt Aoi est passionné de Beyblade depuis son plus jeune âge. Encouragé par son meilleur ami Shu Kurenai — un véritable prodige classé parmi les quatre meilleurs bladers du Japon — Valt décide de se lancer sérieusement dans l'aventure. Avec sa toupie Victory Valtryek, il commence par apprendre les bases, puis s'investit corps et âme dans l'entraînement et les compétitions, dans l’espoir de devenir le meilleur blader du pays.

### Beyblade Burst Evolution
Valt Aoi est recruté par BC Sol, la meilleure équipe de Beyblade en Espagne. Il reçoit à cette occasion une nouvelle évolution de sa toupie : Genesis Valtryek. Là-bas, il fait la rencontre de Free De La Hoya, le meilleur blader du monde, détenteur de Drain Fafnir. Blasé et méprisant, Free ne montre que peu d’intérêt pour les autres. Au fil de son parcours, Valt retrouve de vieux amis et affronte des bladers redoutables venus des quatre coins du monde. Il se lance également à la recherche de Shu Kurenai, mystérieusement porté disparu après son départ pour les États-Unis. En chemin, il croise un blader masqué surnommé Œil Rouge, qui prétend que Shu n’est plus le même et manie désormais la toupie Legend Spryzen, autrefois celle de Shu. Lors d’un combat intense contre Lui Shirosagi, la vérité éclate : Œil Rouge n’est autre que Shu Kurenai lui-même.

### Beyblade Burst Turbo
Valt Aoi est devenu champion du monde. En se perdant dans les bois, il rencontre Aiger Akabane, un enfant sauvage de la campagne. Le père d'Aiger (ancien blader) et Valt construisent sa nouvelle toupie, Wonder Valtryek. Aiger découvre alors le Beyblade par Valt qui l'inspire à construire sa toupie, Z Achilles. Aiger perd son premier combat face à Valt. Aiger se met alors en tête de devenir le blader n°1 du monde et vaincre Valt. Mais la résonance entre Aiger et sa toupie devient de plus en plus forte, et le consume progressivement. et Phi, un blader des Turbo 4, en profite pour le piéger. A la fin de la série, Aiger a prouvé au monde entier que Achilles et lui qu'ils sont la meilleure équipe du monde.

### Beyblade Burst Rise
Valt Aoi fait la rencontre de Dante Koryu, un jeune recrue de BC Sol, alors qu’il est aux côtés de Delta, membre des 3 Zénith. Valt leur présente sa nouvelle toupie, Sword Valtryek. Lors d’un combat opposant Valt à Dante, c’est Valt qui l’emporte, notamment grâce à l’Hyper Flux qui fait briller sa toupie. Inspiré, Dante décide de tout faire pour que sa propre toupie, Dragon, maîtrise ce nouveau pouvoir. Peu après, Dante quitte l’Espagne pour le Japon, pays d’origine du Beyblade et de ses ancêtres. Là-bas, il rejoint le club des Victoires, dirigé par son oncle, où il s’entraîne sans relâche pour atteindre le sommet et défier Aiger Akabane, le champion du monde.

### Beyblade Burst Surge
Lors d'un match d'exhibition entre Valt Aoi, Rantaro Kiyama et Silas Karlisle, les Hizashi frères Hikaru et Hyuga décident de faire leurs propres toupies Foudres,Colossale Hélios & Super Hyperion. Entraînés et accompagnés par Rantaro, ils se préparent pour un tournoi réunissant des légendes. Enfin, les frères Hizashi participent à L'Ultime Tournoi de Combats en Duo organisé par Wakiya Murasaki et sont devenus Champions. Ces deux-là ont déclenché une vraie révolution du Beyblade.

### Beyblade Burst QuadDrive
Valt Aoi et les autres bladers du monde découvrent la puissance de l'auto-dénommé Prince des Ténèbres, Bel Daizora, et sa petite toupie : Destruction Belfyre, qui entend casser les règles établies. Bel vit au manoir du Passage Fantôme avec son grand-père Jinemon Daizora. Il fait peur à tous ceux qui osent s'y aventurer, et les affronte dans un combat. Mais au-delà de son personnage maléfique et son caractère impétueux, il se fait des amis et se prépare a affronter des bladers surpuissants.

### Beyblade Burst QuadStrike
Lors d'un carnaval en Angleterre, Valt Aoi, accompagné de Jinemon Daizora, Ranzo Kiyama et Hannah Suiro, découvre le talent de la bladeuse Quadra, accompagnée de sa toupie Lightning Pandora. Connue pour avoir vaincu tout ses adversaires le temps de compter jusqu'à 4, a même vaincu le Prince des Ténèbres et de la même manière Bel Daizora. Ce qui a poussé a faire évoluer sa toupie en Divine Belfyre. Bel et Quadra sont désormais rivaux et affrontent des légendes du Beyblade.

## Personnages
Valt Aoi (蒼井 バルト, Aoi Baruto)
- Voix japonaise : Marina Inoue.
- Voix française : Émilie Guillaume.
- Age dans Beyblade Burst : 11 ans.
- Age dans Beyblade Burst Évolution : 11 ans.
- Age dans Beyblade Burst Turbo : 13 ans.
- Age dans Beyblade Burst Rise : 14 ans.
- Age dans Beyblade Burst Surge : 16 ans.
- Age dans Beyblade Burst Quaddrive : 18 ans.
- Age dans Beyblade Burst Quadstrike : 18 ans.

Valt Aoi est le personnage principal des deux premières saisons. Il adore le Beyblade plus que tout au monde. Au début de la série, Valt ne connait même pas les bases pour jouer convenablement, mais sous l'admiration de son ami Shu, déjà n°2 national, et de sa passion, Valt se lance dans l'aventure de la compétition avec sa toupie Valtryek. Les tactiques et les stratégies ne sont vraiment pas son truc, il préfère y aller à l’instinct, ce qui en fait un adversaire imprévisible et redoutable.
Il est le créateur et le capitaine du Beyblade Club de Beigoma. Il se lie d'amitié de Rantaro Kiyama très tôt dans l'histoire par rivalité et sera même son premier adversaire au tournoi des districts.
Dans la saison 2, il rejoint le club de BC Sol (BC = Beyblade Club) car Chris Kuroda (la propriétaire du club) l'a déniché après la finale de la compétition nationale. Il y fait la rencontre de Kit qui l'emmène voir l'arène où s'entrainent les bladers du quartier, Silas Karlisle qui détruit sa toupie lors d'un match et Raul qui la réparera et la fera évoluer en Genesis Valtryek. Il arrive en retard à BC Sol et devra donc passer les épreuves de qualifications où il reverra Rantaro Kiyama.
Il arrive à se faire une place dans l'équipe et disputera tous les matchs de la ligue européenne et internationale. Il ira même jusqu'à se faire inviter comme candidat au championnat international des bladers, qu'il remportera en vainquant Œil Rouge. Il est considéré comme l'outsider par tout le monde (ce qui lui vaudra parfois quelques disputes).
Rantaro Kiyama (黄山 乱太郎, Kiyama Rantarō)
- Voix japonaise : Fumihiro Okabayashi.
- Voix française : Olivier Prémel.
- Age dans Beyblade Burst : 11 ans.
- Age dans Beyblade Burst Évolution : 11 ans.
- Age dans Beyblade Burst Surge : 17 ans.

Rantaro est un des meilleurs amis de Valt. C'est lui qui lui fera prendre conscience qu'il a encore beaucoup de progrès à faire s'il veut aller au national. Sa personnalité ressemble beaucoup à celle de Valt Aoi. Sa plus grande peur sont les licornes. Sa toupie est Raging Roktavor,puis Berserk Roktavor. Il fait partie du Beyblade Club de Beigoma.
Comme Valt, il rejoint le club de BC Sol dans la saison 2 et bien qu'il perde contre son ami lors du dernier match, il se verra quand même proposé une place dans l'équipe. Il n'est pas au niveau de Valt mais il est toujours prêt lorsqu'il s’agit d'aider ce dernier à s'entraîner.
Daigo Kurogami / Daina Kurogami (黒神 ダイナ, Kurogami Daina)
- Voix japonaise : Ayahi Takagaki.
- Voix française : Jean-François Gérard puis Thibaut Delmotte.
- Age dans Beyblade Burst : 11 ans.
- Age dans Beyblade Burst Évolution : 11 ans.

Il ne montre pas souvent ses émotions, mais adore se jouer des faiblesses de ses adversaires. Après avoir rejoint le Beyblade Club de Beigoma, il devient plus expressif. Sa toupie est Dark Doomscizor. Puis il sera capitaine de l'AS Gallus de France.
Wakiya Murasaki / Wakiya Komurasaki (小紫 ワキヤ, Komurasaki Wakiya)
- Voix japonaise : Yū Kobayashi.
- Voix française : Pierre Lebec.

Wakiya est un compétiteur dans l'âme, parfois trop sûr de lui et il a peur du vide. Sa toupie est Wild Wyvron,puis Tempest Wyvron. Il est le dernier membre du Beyblade Club de Beigoma. Dans la saison 2, il devient capitaine des Sunbat United, une équipe espagnole qu'il a créé. Héritier d'une famille très riche possédant le groupe Murasaki Corporation, il devient organisateur de tournois à partir de la saison 5.
Shu Kurenai (紅 シュウ, Kurenai Shū)
- Voix japonaise : Junya Enoki.
- Voix française : Alexis Flamant.
- Age dans Beyblade Burst : 11 ans.
- Age dans Beyblade Burst Évolution : 11 ans.
- Age dans Beyblade Burst Turbo : 13 ans.
- Age dans Beyblade Burst Surge : 17 ans.
- Age dans Beyblade Burst Quaddrive : 19 ans.
- Age dans Beyblade Burst Quadstrike : 19 ans.

Il est un des personnages principaux ainsi qu'un deutéragoniste de la série Beyblade Burst. C'est un blader très doué et fait partie des Quatre Prodiges. Il est le meilleur ami de Valt. Sa toupie est Storm Spryzen. Il est également membre du Beyblade Club de Beigoma.
Ken Midori / Kensuke Midorikawa (緑川 ケンスケ, Midorikawa Kensuke)
- Voix japonaise : Tsubasa Yonaga
- Voix française : Alessandro Bevilacqua

Malgré son attitude refermée et timide, ne s'exprimant qu'à travers ses deux marionnettes, il est un véritable ami. Sa toupie est King Kerbeus. Il a fait partie du Beyblade Club de Beigoma, avant de déménager et de rejoindre Les Prédateurs.
Cuza Ackerman / Kuuza Akkaamaann
- Voix française : Marie-Noëlle Hébrant
- Sa toupie est Alter Cognite.

C'est un acrobate et un blader mexicain de classe mondiale. Son caractère est similaire à celui de Valt. Il prend souvent les choses à la légère et adore faire des acrobaties. Mais lorsqu'il s'agit d'un combat, il devient très concentré. Il a également un perroquet qui adore le spectacle. C'est l'un des membres de BC Sol (dans le manga et avant l'épisode 20, il faisait partie de Top Wand, l'équipe nationale d'Allemagne).
Toko Aoi / Tokonatsu Aoi (蒼井常夏, Aoi Tokonatsu)
- Voix japonaise : You Taichi

C'est le petit frère de Valt. Il sera membre du Beyblade Club de Beigoma, dirigé par Fubuki Sumie (l'héritier de Shu) dans la saison 3.
Nika Aoi (蒼井日夏, Aoi Nika)
- Voix japonaise : Aoi Inase
- Voix française : Marie du Bled

C'est la petite sœur de Valt. Elle sera membre du Beyblade Club de Beigoma avec Toko.
Alexander Shakadera
- Voix française : David Manet
- Sa toupie est Xeno Xcalius, puis Surge Xcalius.

Surnommé Xander, c'est l'héritier de la famille Shakadera, connu pour leur maîtrise des arts martiaux. Il est l'un des 4 Prodiges. Il s'entraîne très dur avec sa toupie, pour s'améliorer. C'est un ami d'enfance de Valt et Shu. On le surnomme aussi le géant riant, car il est très grand et qu'il éclate de rire pour un rien. Il deviendra ainsi capitaine des SB Rios, du Brésil.
Zenkuro Kurogane Zac le Soleil
- Voix française : Frederik Haùgness
- Sa toupie est Zillion Zeutron.

Zac est une popstar très célèbre au Japon et c'est également l'un des quatre prodiges. Il adore se mettre en spectacle, pour ses fans. Il se considère comme une étoile éternelle, se comparant au Soleil. Mais il aime également se déguiser en Blader Masqué, pour répandre l'amour du Beyblade. C'est le capitaine des Superstars.
Shirasagijo (Shirosagi) Lui (白鷺城ルイ, Rui Shirasagijo)
Lui est le blader le plus puissant des Quatre Prodiges étant le champion en titre. Il est agressif, intense et se fiche des autres tant qu'ils ne le rivalisent pas. Il est aussi sadique en faisant parfois exploser la toupie de son adversaire contre son visage comme contre Shu qui lui a laissé une cicatrice. Sa toupie est Lost Luinor, puis Nightmare Luinor, puis Brutal Luinor, particulière puisqu'elle tourne dans le sens contraire des aiguilles d'une montre.
Dans la saison 2, il est numéro 2 mondial et dans la saison 3, il est champion d'Asie.
Sisco Carlisle (シスコかルィス, Silas Karlisle)
- Voix francaise : Alain Eloy
- Sa toupie est Kinetic Satomb.

Silas est un blader très intelligent et stratège. Doté d'un caractère dur et arrogant, il est confiant et ne s'avoue jamais vaincu. Il manque de respect aux bladers qu'il ne voit pas comme de vrais adversaires et ne se bat à fond que face aux adversaires qu'il croit fort. Il n'est pas du genre à dévoiler ses émotions, mais reste un ami et un rival de Valt. Au début de Beyblade Burst Evolution, il faisait partie des Sunbat United, avec Wakiya, mais il en est parti et a finalement rejoint BC Sol.
Free de la Hoya (Furi du la huya)
- Voix française : Brieuc Lemaire
- Sa toupie est Drain Fafnir.

Blader très talentueux, très peu émotif. Il a une attitude de paresseux et insouciant, blasé, il incline légèrement sa tête vers la gauche et semble indifférent à la plupart des choses car il est le blader le plus puissant et ne considère pas les gens qui l'entourent comme un défi. Seul la victoire ou les vrais défis lui donnent le sourire. Restant le plus souvent calme, il n'utilise même pas de lanceur pour la plupart de ses combats et laisse sa toupie faire le travail. Mais lorsqu'il est dans une impasse, il s'énerve et des veines apparaissent sur son corps et il perd le contrôle. C'est le numéro 1 mondial et le champion de BC Sol.
Burunuso Joshua (Joshua Burns)
- Sa toupie est Blast Jinnius.

Superstar mondial, il adore se faire remarquer. Il laisse la plupart de ses adversaires gagner le premier combat, pour les vaincre avec un K.O explosif au prochain round. Il se considère comme le meilleur et sa popularité lui fait souvent sous estimer ses adversaires. Mais il a un idol, qu'il respecte plus que tout : Free de La Hoya. C'est le numéro 3 mondial et le capitaine des Raging Bulls (L'équipe nationale des États-Unis).
Ren wu Sun (Renwu Son)
- Voix française : Pierre Le Bec
- Sa toupie est Shelter Regulus.

Son caractère intelligent, sévère, calme et légèrement arrogant. Il est coéquipier de Xander. C'est un expert en arts martiaux, et aussi un excellent blader. Il a une telle maîtrise du combat, qu'il peut prédire la trajectoire que va prendre une toupie et ainsi pouvoir la toucher au bon moment. C'est l'un des cinq maîtres et l'un des membres de SB Rios.
Orochi Gimba (Oruchi Gimuba)
- Voix française : Olivier Francart

Génie de la musique, c'est un maestro digne de ce nom. Il peut analyser le son que fait une toupie, et ainsi dire lorsqu'un K.O explosif va se produire. C'est l'un des membres des Superstars (mené par Zac le Soleil.) Sa toupie est Omni Odax.
Hoji Konda (Hoji Konuda)
- Voix française : Grégory Praet
- Sa toupie est Hyper Horusood.

C'est le partenaire de combat et le meilleur ami de Wakiya. Il soutient toujours ce dernier quoi qu'il arrive.
Dante Koryu
- Sa toupie est Ace Dragon

Il est le personnage principal de la saison 4. Jeune recrue de la BC Sol auprès de Valt, il part au Japon et rejoint le club des Victoires. C'est un blader optimiste, passionné, facile à vivre et sérieux. Lorsque Dante a vu pour la première fois Sword Valtryek le vaincre avec son aura dorée, il a été surpris et excité et cela l'a inspiré à créer sa propre toupie Gamma.
Dante a l'habitude de faire des grimaces effrayantes lorsqu'il est nerveux. Il a également la mauvaise habitude de révéler accidentellement ses stratégies à ses adversaires.
Il peut également être sur-confiant après avoir remporté une bataille. Dante est très résiliant et continuera à combattre le même adversaire jusqu'à la victoire.
Arman / Amane Kusaba
- Sa toupie est Bushin Ashîndra

Il fait partie des Victoires. Il devient ami de Dante.
Fumiya Kindo
- Sa toupie est Wizard Fafnir

Il est le capitaine des Ailes Éclair. Il est arrogant et sûr de lui similairement à Suoh. Il a créé sa propre toupie Fafnir pour impressionner sa petite sœur Ichika qui admirait Free De La Hoya.

## Toupies
Dans Beyblade Burst, il existe quatre types de toupies différentes :
- Type Attaque (Valtryek) ;
- Type Endurance (Roktavor) ;
- Type Défense (Kerbeus) ;
- Type Équilibre (Spryzen).

Chaque type de toupie a une caractéristique bien distincte des autres. Même s'il y a des exceptions. Et des cas rares de toupies, comme celles qui tourne dans le sens de rotation gauche (exemple : Luinor, toupie de Lui Shirosagi). De plus, les toupies peuvent également changer de mode (exemple : Alter Cognite, toupie de Cuza Ackerman et Spryzen Requiem, la toupie de Œil Rouge (dans la saison 2)). On apprend également que les toupies peuvent évoluer. Les bladers peuvent créer une technique spéciale basée sur les caractéristiques de leurs toupies (Valtryek : Propulsion Éclair, Spryzen : Crochet Offensif, Roktavor : Zone Roktavor, etc.)
Chaque toupie possède trois parties :
- la Couche d'Énergie (Energy Layer) ;
- le Disque Forgé (Forge Disk) ;
- la Pointe de Performance (Performance Tip).

Ces trois éléments ont une importance capitale sur la tenue de la toupie. Sans l'une d'entre elles, aucune toupie ne serait assemblable, ni en état pour un combat. Chaque partie a un nom distinct et elle varie en fonction des toupies (exemple : Drain Fafnir : Layer : Fafnir ; Disk: D-08 ; Driver: Nothing).

## Manga
| no | Japonais          | Japonais          | Français          | Français          |
| no | Date de sortie    | ISBN              | Date de sortie    | ISBN              |
| --- | ----------------- | ----------------- | ----------------- | ----------------- |
| 1 | 28 décembre 2015  | 978-4-09-142114-2 | 13 septembre 2017 | 978-2-82032-898-4 |
| Liste des chapitres : - Chapitre 1 : Vas-y, Valtryek !! (いこうぜ、相棒! ヴァルキリー!!, Ikōze, Aibō! Vakukirī!!) - Chapitre 2 : Kerbeus, chien de garde des enfers ! (堅守の番犬、ケルベウスの挑戦, Kenshū no Banken, Kerubeusu no Chōsen) - Chapitre 3 : Direction les ténèbres, Dark Doomscizor ! (漆黒の攻撃機、デスサイザー闇襲, Shikkoku no Kōgeki-ki, Desu Saizā Yamishū) - Chapitre 4 : Wyvron, le dragon de feu aux ailes d'acier ! (火竜ワイバーン、炸裂する鉄壁の翼, Hiryū Waibān, Sakuretsu suru Teppeki no Tsubasa) - Chapitre 0 : Beyblade Burst : Une annonce... Explosive ! (ベイブレードバースト緊急超予告, Beiburēdo Bāsuto Kinkyū Chō Yokoku) |                   |                   |                   |                   |
| 2 | 28 mars 2016      | 978-4-09-142153-1 | 15 novembre 2017  | 978-2-82032-931-8 |
| Liste des chapitres : - Chapitre 5 : La terrible puissance de Spryzen !! (戦闘妖精スプリガン、渾身の鉄槌, Sentō Yōsei Supurigan, Konshin no Tettsui) - Chapitre 6 : Un combat féroce ! Valtryek contre Spryzen (爆進のヴァルキリーVS無欠のスプリガン、決着!!, Bakushin no Varukirī VS Muketsu no Supurigan, Ketchaku!!) - Chapitre 7 : Qui sera le capitaine du Beyblade club ?! (部長はだれに!?ベイクラブ結成!!, Buchō wa dare ni!? Bei Kurabu Kessei!!) - Chapitre 8 : Le redoutable sabre d'xcalius ! (聖剣エクスカリバー、無双の斬撃, Seiken Ekusukaribā, Musō no Zangeki) - Chapitre 9 : La naissance de Victory Valtryek !! (進化爆誕、ビクトリーヴァルキリー!!, Shinka Bakutan, Bikutorī Varukirī!!) |                   |                   |                   |                   |
| 3 | 28 juillet 2016   | 978-4-09-142183-8 | 10 janvier 2018   | 978-2-82033-184-7 |
| Liste des chapitres : - Chapitre 10 : Nepstruis, un tsunami offensif et défensif ! (水神ネプチューン、激浪の攻防!!, Suijin Neptune, Gekirō no Kōbō!!) - Chapitre 11 : Opération recrutement au club Beyblade ! (ベイクラブ勧誘大作戦!!, Bei Kurabu Kan'yū Daisakusen!!) - Chapitre 12 : Le dragon déploie ses ailes ! La défense de fer de Wyvron ! (双翼の防壁、飛竜ワイバーン!!, Sōyoku no Bōheki, Hiryū Wyvern!!) - Chapitre 13 : La nouvel attaque de Valtryek ! (ヴァルキリー、新必殺シュート炸裂!!, Varukirī, Shin Hissatsu Shūto Sakuretsu!!) - Chapitre 14 : Entrainement aquatique au club Beyblade Club !! (ベイクラブ水泳特訓!!, Bei Kurabu Suiei Tokkun!!) |                   |                   |                   |                   |
| 4 | 28 décembre 2016  | 978-4-09-142269-9 | 14 mars 2018      | 978-2-82033-204-2 |
| Liste des chapitres : - Chapitre spécial : Xeno Xcalius, une toupie sans égale ! (ゼノエクスカリバー、天下無双の覇剣!!, Tokubetsu-hen: Zeno Ekusukaribā, Tenkamusō no Haken!!) - Chapitre 15 : Spryzen, aussi redoutable en attaque, qu'en défense ! (華麗な攻防!!変幻自在のスプリガン!!, Karei na Kōbō!! Hengen Jizai no Supurigan!!) - Chapitre 16 : Valtryek, la divine guerrière, contre Xcalius, l'épée sacrée ! (熱闘!!闘神ヴァルキリーVS聖剣エクスカリバー!!, Tōshin Varukirī VS Seiken Ekusukaribā!!) - Chapitre 17 : Le réveil miraculeux de Victory Valtryek !! (ビクトリーヴァルキリー、奇跡の覚醒!!, Bikutorī Varukirī, Kiseki no Kakusei!!) - Chapitre 18 : L'entraînement de la peur ! Le duel Beyblade de l'angoisse ! (恐怖の特訓!?きもだめしベイバトル!!, Kyōfu no Tokkun!? Kimodameshi Bei Batoru!!) - Chapitre spécial : La naissance de Gold God (1re partie) (ゴールドゴッドベイ誕生物語(前編), Gōrudo Goddo Bei Tanjō Monogatari (Zenhen)) |                   |                   |                   |                   |
| 5 | 27 janvier 2017   | 978-4-09-142287-3 | 2 mai 2018        | 978-2-82033-225-7 |
| Liste des chapitres : - Chapitre spécial : La naissance de Gold God (2e partie) (ゴールドゴッドベイ誕生物語 (後編), Gōrudo Goddo Bei Tanjō Monogatari (Kōhen)) - Chapitre 19 : Zillion Zeutron, la toupie à l'endurance infinie (無限持久の神ベイ、ジリオンゼウス!!, Mugen Jikyū no Kami Bei, Jirion Zeusu!!) - Chapitre 20 : L'attaque fatale de Storm Spryzen (ストームスプリガン、刹那の一撃!!, Sutōmu Supurigan, Setsuna no Ichigeki!!) - Chapitre 21 : Valtryek contre Zillion Zeutron ! (全能神ゼウスVS闘神ヴァルキリー!!, Zennōshin Zeusu Bui Esu Tōshin Varukirī) - Chapitre 22 : Spryzen contre Lost Lûnor ! La revanche ! (スプリガンVSロンギヌス、因縁の激突!!, Supurigan Bui Esu Ronginusu, Innen no Gekitotsu!!) - Chapitre 23 : Le rugissement de Lost Lûnor, la toupie inversée !! (逆龍の咆哮! ロストロンギヌス超旋回!!, Gyaku Ryū no Hōkō! Rosuto Ronginusu Chōsenkai!!) |                   |                   |                   |                   |
| 6 | 28 avril 2017     | 978-4-09-142386-3 | 4 juillet 2018    | 978-2-82033-248-6 |
| Liste des chapitres : - Histoire spéciale : La légende de Lost Lùinor, le dragon surpuissant ! (ロストロンギヌス最強我龍伝説, Rosuto Roginusu Saikyō Waga Ryū Densetsu) - Chapitre 24 : Entrainement spécial pour la finale (決戦へ!! バルト超特訓!!, Kessen he!! Baruto Chō Tokkun!!) - Chapitre 25 : La finale du grand tournoi, Lost Lùinor se déchaine (決勝戦開始!! ロンギヌス全国!!, Kesshōsen Kaishi!! Ronginusu Zenkoku!!) - Chapitre 26 : Une finale d'anthologie ! une suspense insoutenable (決勝戦決着!! まさかの結末!!, Kesshōsen Ketchaku!! Masaka no Ketsumatsu!!) - Chapitre 27 : Un nouveau rival ! Valt part à la découverte du monde (世界が舞台!! ライバルは世界!!, Sekai ga Butai!! Raibaru wa Sekai!!) |                   |                   |                   |                   |
| 7 | 27 octobre 2017   | 978-4-09-142499-0 | 5 septembre 2018  | 978-2-82033-266-0 |
| Liste des chapitres : - Chapitre 28 : Duel de folie sur le stadium Cyclone ! (サイクロンベイスタジアムで激あつバトル!!, Saikuron Beisutajiamu de Geki Atsu Batoru!!) - Chapitre spécial : Entraînement spécial avec Valtryek (ヴァルキリーと最強特訓!!, Aibō Varukirī to Saikyō Tokkun!!) - Chapitre 29 : Berserk Roktavor, un mur inébranlable ! (ブレイズラグナルク、不動の熱壁!!, Bureizu Ragunaruku, Fudō no Netsu Beki!!) - Chapitre 30 : Drain Fafnir et sa redoutable rotation inversée ! (脅威の逆旋回、ドレインファブニル!!, Kyōi no Gyaku Senkai, Dorein Fabuniru!!) - Chapitre 31 : Alter Cognite, la toupie qui contrôle le temps ! (降臨! 時を操るアルタークロノス!!, Kōrin! Toki o Ayatsuru Arutā Kuronosu) - Chapitre 32 : La double faux de Krusher Doomscizor ! (双鎌の閃裂! 死神キラーデスサイザー!!, Sōren no Senretsu! Shinigami Kirā Desusaizā) - Chapitre 33 : L'attaque en vol plané de Maximus Garuda ! (飛翔マキシマムガルーダ、滑空の一撃!!, Hishō Makishimamu Garūda, Kakkū no Ichigeki!!) |                   |                   |                   |                   |
| 8 | 27 décembre 2017  | 978-4-09-142603-1 | 21 novembre 2018  | 978-2-82033-287-5 |
| Liste des chapitres : - Chapitre 34 : Legend Spryzen, la toupie éclair au double sens de rotation !! (レジェンドスプリガン、閃光の両回転!!, Rejendo Supurigan, Senkō no Ryō Kaiten!!) - Chapitre spécial : Shadow Orichalcum, la toupie invincible (1) (無敵旋回シャドウオリハルコン (前編), Muteki Senkai Shadō Oriharukon (Zenpen)) - Chapitre spécial : Shadow Orichalcum, la toupie invincible (2) (無敵旋回シャドウオリハルコン (後編), Muteki Senkai Shadō Oriharukon (Kōhen)) - Chapitre 35 : La muraille infrachissable de Blast Jinnius (難 攻不落の防壁、ブラストジニウス!!, Nankōfuraku no Bōheki, Burasuto Jiniusu!!) - Chapitre 36 : Entraînement spécial ! La maîtrise du redémarrage Genesis ! (超特訓! ゴッドリブートを習得せよ!!, Chō Tokkun! Goddo Ribūto O Shūtoku Seyo!!) - Chapitre 37 : Nightmare Lúinor : Des attaques de cauchemar ! (ナイトメアロンギヌス、悪夢の追撃!!, Naitomea Ronginusu, Akumu no Tsuigeki!!) - Chapitre 38 : La lame ultime de Surge Xcalius ! (天下無双の破壊剣、ジークエクスカリバー!!, Tenkamusō no Hakaiken, Jīku Ekusukaribā!!) |                   |                   |                   |                   |
| 9 | 27 avril 2018     | 978-4-09-142650-5 | 9 janvier 2019    | 978-2-82033-518-0 |
| Liste des chapitres : - Chapitre 39 : L'éveil des lames géantes de Strike Valtryek ! (撃ゴッドヴァルキリー、全力覚醒の超巨大刃!!, Sutoraiku Goddo Varukirī, Zenryoku Kakusei no Chōkyodai Ha!!) - Chapitre 40 : Le retour du cauchemar ! Nightmare Luinor, archange de la destruction ! (悪夢再来!? 破壊の使者ナイトメアロンギヌス!!, Akumu Sairai!? Hakai no Shisha Naitomea Ronginusu!!) - Chapitre 41 : Spryzen Requiem, ultime en défense comme en attaque (全能神スプリガンレクイエム、完壁なる攻防!!, Zen'nōshin Supurigan Rekuiemu, Kan Kabenaru Kōbō!!) - Chapitre 42 : Entraînement spécial ! Le domptage de la nouvelle Strike Valtryek ! (激特訓! 超進化の相棒制御せよ!!, Geki Tokkun! Chō Shinka no Aibō o Seigyo Seyo!!) - Chapitre 43 : La finale de la coupe internationale ! Deux amis s'affrontent ! (世界大会決勝、運命の親友対決!!, Sekai Taikai Tesshō, Unmei no Shin'yū Taiketsu!!) - Chapitre spécial : Duo Eclipse, la double toupie divine ! (1) (究極の神ベイ、ダブルゴッドベイ!!（前編）, Kyūkyoku no Kami Bei, Daburu Goddo Bei!! (Zenpen)) - Chapitre spécial : Duo Eclipse, la double toupie divine ! (2) (究極の神ベイ、ダブルゴッドベイ!!（後編）, Kyūkyoku no Kami Bei, Daburu Goddo Bei!! (Kōhen)) |                   |                   |                   |                   |
| 10 | 28 août 2018      | 978-4-09-142730-4 | 10 avril 2019     | 978-2-82033-541-8 |
| Liste des chapitres : - Chapitre spécial : Evolution ultime ! Spryzen Requiem, la toupie parfaite ! (究極進化! 完全無欠のスプリガンレクイエム!!, Kyūkyoku Shinka! Kanzen Muketsu no Supurigan Rekuiemu!!) - Chapitre 44 : Match au sommet ! Valtryek contre Spryzen !! (世界王者決定! ヴァルキリーVSスプリガン!!, Sekai Ōja Kettei! Varukirī VS Supurigan!!) - Chapitre 45 : Um ami revient ! L'ultime combat de Shu !! (親友の帰還! 天才・シュウ、最終の決着!!, Shin'yū no Kikan! Tensai Shū, Saishū no Ketchaku!!) - Chapitre 46 : Aiger et Z Achilles, le duo invincible !! (アイガ&ゼットアキレス、無敵コンビ見参!!, Aiga & Zetto Akiresu, Muteki Konbi Kenzan!!) - Chapitre 47 : Emperor Forneus, la reine de la défense ! (防御の皇帝、エンペラーフォルネウス!!, Bōgyo no Kōtei, Enperā Foruneusu!!) - Chapitre 48 : Crash Roktavor ! Le typhon contre-attaque ! (クラッシュラグナルク、突風の迎撃!!, Kurasshu Ragunaruku, Toppū no Geigeki!!) - Chapitre spécial : Le match de foot turbo ! (超Ƶ波乱らんのサッカー対決!!, Chōzetsu Haran no Sakkā Taiketsu!!) - Chapitre spécial : Revive Phoenix, la toupie immortelle ! (不死身のベイ、リヴァイブフェニックス!!, Fujimi no Bei, Ribaibu Fenikkusu!!) |                   |                   |                   |                   |
| 11 | 28 novembre 2018  | 978-4-09-142819-6 | 26 juillet 2019   | 978-2-82033-559-3 |
| Liste des chapitres : - Chapitre 49 : Heat Salamander, la tornade de l'enfer ! (ヘルサラマンダー、地獄の旋風!!, Heru Saramandā, Jigoku no Senpū!!) - Chapitre 50 : Résonnance miraculeuse ! Z Achilles passe à l'attaque !! (奇跡の共鳴! ゼットアキレスの追撃!!, Kiseki no Kyōmei! Zetto Akiresu no Tsuigeki!) - Chapitre 51 : Aarcher Hercules, le tourbillon infini ! (アーチャーヘラクレス、不動の旋回!!, Āchā Herakuresu, Fudō no Eikyū Senkai!!) - Chapitre 52 : L'attaque de Revive Phoenix, l'oiseau immortel ! (不死鳥リヴァイブフェニックスの翼撃!!, Fushichō Ribaibu Fenikkusu no Yokugeki!!) - Chapitre spécial : Shining Ameterios, la turbo toupie ténébreuse ! (1) (闇の超Zゼツベイ、ヤミテリオス!!（前編), Yami no Chōzetsu Bei, Yamiteriosu!! (Zenhen)) - Chapitre spécial : Shining Ameterios, la turbo toupie ténébreuse ! (2) (闇の超Zゼツベイ、ヤミテリオス!! (後編), Yami no Chōzetsu Bei, Yamiteriosu!! (Kōhen)) - Chapitre 53 : Le rugissement de Hazard Kerbeus, le gardien des enfers ! (鋼鉄の咆哮! 番ばん犬けんハザードケルベウス!!, Kōtetsu no Hōkō! Banken Hazādo Kerubeusu!!) - Chapitre spécial : Un mois plus tard (あれからひと月つき後ご――, Are Kara Hitotsuki-go――) |                   |                   |                   |                   |
| 12 | 26 avril 2019     | 978-4-09-142897-4 | 2 octobre 2019    | 978-2-82033-580-7 |
| Liste des chapitres : - Chapitre 54 : Les crocs légendaires de Vice Leopard, la toupie sauvage ! (驚異の牙! 猛獣ヴァイスレオパルド!!, Kyōi No Kiba! Mōjū Vu~aisu Reoparudo!!) - Chapitre 55 : L'épée féroce de Breaker Xcalius ! (バスターエクスカリバー、怒涛の剣戟!!, Basutā Ekusukaribā, Dotō no Kengeki!!) - Chapitre 56 : Geist Fafnir, la redoutable toupie vampire !! (最凶の吸収ベイ、ガイストファブニル!!, Saikyō no Kyūshū Bei, Gaisuto Fabuniru!!) - Chapitre 57 : L'attaque massive de Dread Hades, la toupie des enfers ! (冥界神デッドハデス、死の重撃!!, Meikaishin Deddo Hadesu, Shi no Jūgeki!!) - Chapitre 58 : Recrée le lien avec la toupie ! La naissance de Turbo Achilles ! (絆を取りもどせ! 超Ƶアキレス誕たん生!!, Kizuna o Tori Modose! Chōzetsu Akiresu Tanjō!!) - Chapitre 59 : Revive Phoenix et la résonance ultime !! (リヴァイブフェニックス、至高の共鳴!!, Ribaibu Fenikkusu, Shikō no Kyōmei!!) - Chapitre spécial : La toupie royale en or : turbo royal King S !! (1) (黄金の王者!超ƵロイヤルキングS!! (前編), Kōkin no Ōja! Chōzetsu Roiyaru Kingu Supurigan!! (Zenhen)) - Chapitre spécial : La toupie royale en or : turbo royal King S !! (2) (黄金の王者!超ƵロイヤルキングS!! (後編), Kōkin no Ōja! Chōzetsu Roiyaru Kingu Supurigan!! (Kōhen)) |                   |                   |                   |                   |
| 13 | 27 septembre 2019 | 978-4-09-143080-9 | 5 février 2020    | 978-2-82033-769-6 |
| Liste des chapitres : - Chapitre spécial : Duel de toupies de type Equilibre ! Réveil Turbo activé !! (真剣伝授! バランス型超Ƶ覚醒対決!!, Shinken Denju! Baransu-gata Chōzetsu Kakusei Taiketsu!!) - Chapitre 60 : La ventouse infernale ! Orb Egis, le bouclier ultime ! (驚異の吸着力! 最強の盾オーブイイージス!!, Kyōi no Kyūchaku-ryoku! Saikyō no Tate Ōbu Iījisu!!) - Chapitre 61 : Duel ultime ! Le match pour le titre !! (最終決戦! 世界王者タイトルマッチ!!, Saishū Kessen! Sekai Ōja Taitoru Matchi!!) - Chapitre 62 : Les champions s'affrontent ! Le duo Aiger et Achilles ! (王者決定! 真の相棒アイガ&アキレス!!, Ōja Kettei! Shin no Aibō - Aiga ando Akiresu!!) - Chapitre 63 : La défense ouragan d'Air Knight, le chevalier volant ! (滞空の騎士エアナイト、烈風の攻防!!, Taikū no Kishi Ea Naito, Reppū no Kōbō!!) - Chapitre 64 : Dante et Ace Dragon, le début d'une nouvelle légende !! (ドラム&エースドラゴン、新たな伝説の始まり!!, Doramu & Ēsu Doragon, Arata na Densetsu no Haji-mari!!) - Chapitre 65 : Contre-attaque tourbillonnante ! La terrible Bushin Ashindra ! (旋回の迎撃! 連刃の鬼神ブシンアシュラ!!, Senkai no Geigeki! Renjin no Kijin Bushin Ashura!!) - Chapitre 66 : Des tirs encore plus puissants ?! Entraînement avec une toupie hors du commun !! (シュート力アップ!? 型破りなベイ特訓!!, Shūto-ryoku Appu!? Kata Yabu Rina Bei Tokkun!!) - Chapitre spécial : Dante contre Delta ! Il a trouvé son rival !! (ドラムVSデルタ! 運命のライバル誕生!!, Doramu Bāsasu Deruta! Unmei no Raibaru Tanjō!!) |                   |                   |                   |                   |
| 14 | 28 février 2020   | 978-4-09-143147-9 | 17 juillet 2020   | 978-2-82033-791-7 |
| Liste des chapitres : - Chapitre 67 : Wizard Fafnir, la magicienne immobile !! (無む回かい転てんの魔ま術じゅつ師し、ウィザードファブニル!!) - Chapitre 68 : Pleine puissance ! Grand dragon contre attaque ! (全ぜん力りょく突とっ破ぱ!! グランドラゴンの反はん撃げき!!) - Chapitre 69 : Judgement Joker ! La vie... ou la mort !! (ジャッジメントジョーカー、生せい死しを賭かけた審さい判ぱん!!, Saishū Kessen! Sekai Ōja Taitoru Matchi!!) - Chapitre 70 : L'attaque destructrice de zone Luinor, le dragon d'acier ! (硬こう龍りゅうツヴァイロンギヌス、雄ゅう渾こんの一いち撃げき!!) - Chapitre 71 : Dante contre Delta ! Les grands rivaux s'affrontent ! (ドラムVSたいデルタ!! 因いん縁ねんの全ぜん力りょくガチバトル!!) - Chapitre 72 : Harmony Pegasus, la toupie qui se régénère ! () |                   |                   |                   |                   |
| 15 | 26 juin 2020      | 978-4-09-143196-7 | 7 octobre 2020    | 978-2-82033-821-1 |
| Liste des chapitres : - Chapitre 73 : Réveillez la force sauvage qui sommeille en vous ! (呼びさませ、内に秘めし野生のチカラ!!) - Chapitre spécial : Fusion ! La naissance de dragon Valtryek ! (1) (情熱の融合!! ドラゴヴァルキリー誕生!!（前編)) - Chapitre spécial : Fusion ! La naissance de dragon Valtryek ! (1) (情熱の融合!! ドラゴヴァルキリー誕生!!（後編)) - Chapitre 74 : Grande première ! Match à trois pour le titre mondial ! (史上初! 世界タイトルマッチ3人バトル開催!!) - Chapitre 75 : Au-delà de la légende ! Lequel des trois l'emportera ?! (伝説を超えろ!! 緊迫の三つ巴大接戦!!) - Chapitre 76 : Regalia Genesis ! Accélération électrique ! (レガリアジェネシス、電撃の旋回加速!!) - Chapitre 77 : Domination ! Prime Apocalypse, la reine de la destruction ! (絶対支配!! 破壊王プライムアポカリプス!!) - Chapitre 78 : Une nouvelle façon de bouger ! Le réveil de Command Dragon !! (激動の覚醒龍、インペリアルドラゴン!!) |                   |                   |                   |                   |
| 16 | 28 août 2020      | 978-4-09-143218-6 | 10 février 2021   | 978-2-82034-063-4 |
| Liste des chapitres : - Chapitre 79 : La parfaite rondeur de Dusk Balkesh !! (円状の完成美、ドレッドバハムートの熱情!!) - Chapitre 80 : L'association mondiale de Beyblade contre le club Hell !! (w b b aダブリュービービーエー. VSたい HELLヘル!! 最さい強きょう決けっ定ていタッグバトル!!) - Chapitre 81 : Dragon & Develos ! Master Dragon, la toupie de l'amitié !! (ドラゴン&ディアボロス、友情のマスタードラゴン!!) - Chapitre 82 : Naissance d'une nouvelle gamme de toupies ! (頂点を超えろ!! 新しんシステムベイ誕生秘話) - Chapitre 83 : Hyuga et Hikaru entrent en scène !! (ベイ界の革命児!? ヒュウガ&ヒカル登場!!) - Chapitre 84 : L'attaque farouche de Super Hyperion, le soleil ardent !! (灼炎の太陽、スーパーハイペリオンの猛攻!!) - Chapitre 85 : Curse Satan, le démon tourbillonnant ! (流旋の悪魔カースサタン、圧巻の反撃ドリフト!!) - Chapitre spécial |                   |                   |                   |                   |
| 17 | 26 novembre 2020  | 978-4-09-143246-9 | 16 juin 2021      | 978-2-82034-093-1 |
| Liste des chapitres : - Chapitre 86 : (全力修行! スパーキングシュート習得!!) - Chapitre 87 : (破壊槍レイジロンギヌス、憤激の歯牙!!) - Chapitre 88 : (戦略の回転変化、悪魔龍デスディアボロス!!) - Chapitre 89 : (限界突破!! 熱血兄弟シンクロ特訓!!) - Chapitre 90 : (破砕の攻防!! 凶炎バリアントルシファー!!) - Chapitre 91 : (迎撃の覚醒!! 破壊龍テンペストドラゴン!!) - Chapitre 92 : 完全無敵!! ワールドスプリガン、最後の示教!! (Kanzen Muteki!! Wārudo Supurigan, Saigo No Shikyō!!) |                   |                   |                   |                   |
| 18 | 26 mars 2021      | 978-4-09-143269-8 | 3 novembre 2021   | 978-2-82034-122-8 |
| 19 | 26 novembre 2021  | 978-4-09-143354-1 | 20 avril 2022     | 978-2-82034-347-5 |
| 20 | 28 mars 2022      | 978-4-09-143386-2 | 2 novembre 2022   | 978-2-82034-374-1 |

### Édition japonaise
1. 1 2  Tome 1
2. 1 2  Tome 2
3. 1 2  Tome 3
4. 1 2  Tome 4
5. 1 2  Tome 5
6. 1 2  Tome 6
7. 1 2  Tome 7
8. 1 2  Tome 8
9. 1 2  Tome 9
10. 1 2  Tome 10
11. 1 2  Tome 11
12. 1 2  Tome 12
13. 1 2  Tome 13
14. 1 2  Tome 14
15. 1 2  Tome 15
16. 1 2  Tome 16
17. 1 2  Tome 17
18. 1 2  Tome 18
19. 1 2  Tome 19
20. 1 2  Tome 20

### Édition française
1. 1 2  Tome 1
2. 1 2  Tome 2
3. 1 2  Tome 3
4. 1 2  Tome 4
5. 1 2  Tome 5
6. 1 2  Tome 6
7. 1 2  Tome 7
8. 1 2  Tome 8
9. 1 2  Tome 9
10. 1 2  Tome 10
11. 1 2  Tome 11
12. 1 2  Tome 12
13. 1 2  Tome 13
14. 1 2  Tome 14
15. 1 2  Tome 15
16. 1 2  Tome 16
17. 1 2  Tome 17
18. 1 2  Tome 18
19. 1 2  Tome 19
20. 1 2  Tome 20